# Cordilheira de Mérida
A cordilheira de Mérida (em castelhano:  cordillera de Mérida) é a cordilheira de maior altitude da Venezuela, cujo ponto mais alto é o pico Bolívar, a mais elevada montanha venezuelana. Junto com a serra de Perijá forma o ramal venezuelano da cordilheira dos Andes. A cordilheira é composta por diversas serras, sendo as mais conhecidas a sierra Nevada de Mérida e a sierra La Culata, ambas localizadas na zona média da cordilheira dentro do estado de Mérida.

## Localização
A Cordilheira de Mérida fica na parte ocidental de Venezuela, abarcando os estados de Táchira, Mérida, Barinas, Trujillo, Portuguesa e Lara. Tem início num pilar tectónico devido à divisão em dois do sistema montanhoso da Cordilheira dos Andes ao nível do nó de Pamplona, pela falha que forma a depressão do Táchira, na fronteira Colômbia-Venezuela, estendendo-se por cerca de 425 km até à depressão de Barquisimeto-Carora.
À sua entrada na Venezuela, este sistema montanhoso produz dois ramais. Para norte segue a Sierra de Perijá até à península Goajira. O outro ramal é a Cordilheira de Mérida, na direção nordeste até se unir à Cordilheira da Costa.

## Fauna
A Cordilheira de Mérida é caracterizada por uma fauna muito rica e diversa, incluindo grande quantidade de endemismos. Entre as espécies reconhecidas como endémicas destacam-se seis espécies de mamíferos (Cryptotis meridensis, Nasuella meridensis, Odocoileus lasiotis, Aepeomys reigi, Thomasomys vestitus e um roedor ainda não descrito do género Nephelomy) e o género de borboletas Redonda, representado por dez espécies restringidas a diferentes regiões dentro da Cordilheira de Mérida.